# Мад
Мад (слч. Mad, мађ. Nagymad) насељено је мјесто са административним статусом сеоске општине (слч. obec) у округу Дунајска Стреда, у Трнавском крају, Словачка Република.

## Становништво
| Година:    | 1994. | 2004.   | 2014.   | 2024.   |
| ---------- | ----- | ------- | ------- | ------- |
| Број људи: | 476   | 498     | 541     | 576     |
| Разлика:   |       | +4,62 % | +8,63 % | +6,46 % |

| Година:    | 2023. | 2024.   |
| ---------- | ----- | ------- |
| Број људи: | 574   | 576     |
| Разлика:   |       | +0,34 % |

Према подацима о броју становника из 2011. године насеље је имало 531 становника.